# Arcibiskupský exarchát
Arcibiskupský exarchát je forma diecéze v katolické církvi, kterou využívají východní katolické církve sui iuris, které řídí arcibiskup maior (arcibiskup větší). Jedna se o podobnou instituci jako je apoštolský exarchát.
V čele apoštolského exarchátu stojí biskup, který je biskupem titulární diecéze a není částí nějaké církevní metropole, arcibiskupský exarchát je podřízen arcibiskupovi maior. 
Podle kánonu 85 Kodexu kanonického práva východních církví má právo zřídit arcibiskupský exarchát arcibiskup maior, který tak učiní se souhlasem Synody církve sui iuris.

## Arcibiskupské exarcháty
Na začátku 21. století existuje pět arcibiskupských exarchátů:
1. Arcibiskupský exarchát Charkov
2. Arcibiskupský exarchát Krym
3. Arcibiskupský exarchát Doněck
4. Arcibiskupský exarchát Luck
5. Arcibiskupský exarchát Oděsa